# Hanna Barwinok
Ołeksandra Michajłowna Biłozerska-Kulisz, urk. Олекса́ндра Михай́лівна Білозе́рська-Кулі́ш (ur. 5 maja 1828 w chutorze Motroniwce, dziś część miasta Borzna, zm. 6 lipca 1911) – ukraińska pisarka i folklorystka, jedna z najważniejszych pisarek Ukrainy, pionierka realizmu etnograficznego w ukraińskiej literaturze. Jest bardziej znana pod pseudonimem Hanna Barwinok, pisała też jako A. Nečuj-Viter. Jej mężem był Pantełejmon Kulisz.

## Życiorys

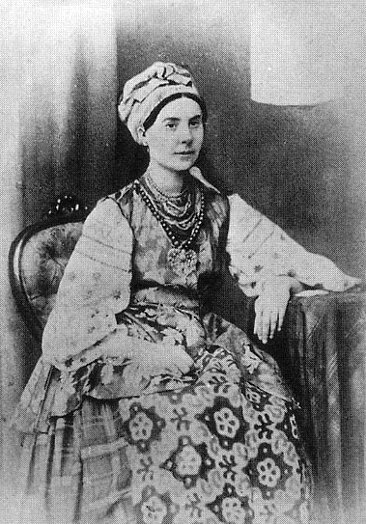
Hanna Barwinok, 1847

Była córką marszałka szlachty Michaiła Biłozerskiego. Był uważany za wolnomyśliciela. Interesował się współczesną literaturą ukraińską. Matka Paraska Hryhoriwna Kostenetska była córką kozackiego żołnierza. Interesowała się tradycyjnymi ukraińskimi zwyczajami i pieśniami. Ołeksandra miała rodzeństwo: braci Wasyla i Mykołę oraz siostry Liubę i Nadiję. Po pożarze domu rodzina przeniosła się do chutoru Motroniwce. Mieli tam ziemię. 
W latach 1834–1842 Ołeksandra (podobnie jak siostry) uczyła się w prywatnych szkołach z internatem.
W wieku 15 lat Ołeksandra poznała pisarza Pantełejmona Kulisza. Został zaproszony do rodzinnego domu Biłozerskich przez jej brata Wasyla. W dniu 24 stycznia 1847 Pantełejmon i Ołeksandra pobrali się. Na ich weselu starszym drużbą był Taras Szewczenko. Nowożeńcy wyjechali do Warszawy. Cztery miesiące po ślubie Bractwo Cyryla i Metodego, do którego należał mąż Ołeksandry, zostało rozbite, a Pantełejmon aresztowany i wysłany do Sankt Petersburga. Będąca wówczas w ciąży Ołeksandra poroniła. Nigdy później nie miała dzieci. Podążając za wygnanym mężem, przeprowadziła się do Tuły.
W 1854 małżonkowie zamieszkali w Sankt Petersburgu. Ołeksandra podróżowała po Europie (1858, 1861), w latach 1864–1868 przebywała w Warszawie, w 1871 w Wiedniu i przez jakiś czas we Lwowie. W 1883 małżonkowie osiedlili się w Motroniwcach.
Wspierała męża w pracy literackiej. Kiedy spłonął rękopis ukraińskiego przekładu Biblii, nad którym pracował przez 25 lat, Ołeksandra namówiła go, by ponownie zaczął pracę. Po latach został wydany jako Biblia Kulisza. Po śmierci męża upamiętniała jego twórczość literacką. Opublikowała jego pisma. Przygotowała do druku wielotomową serię jego wszystkich dzieł, choć drukiem wydano tylko 5 z planowanych 22 tomów. Założyła muzeum pamięci męża.
Ostatnie lata życia spędziła w biedzie. Została pochowana obok męża na terenie ich gospodarstwa.

## Twórczość

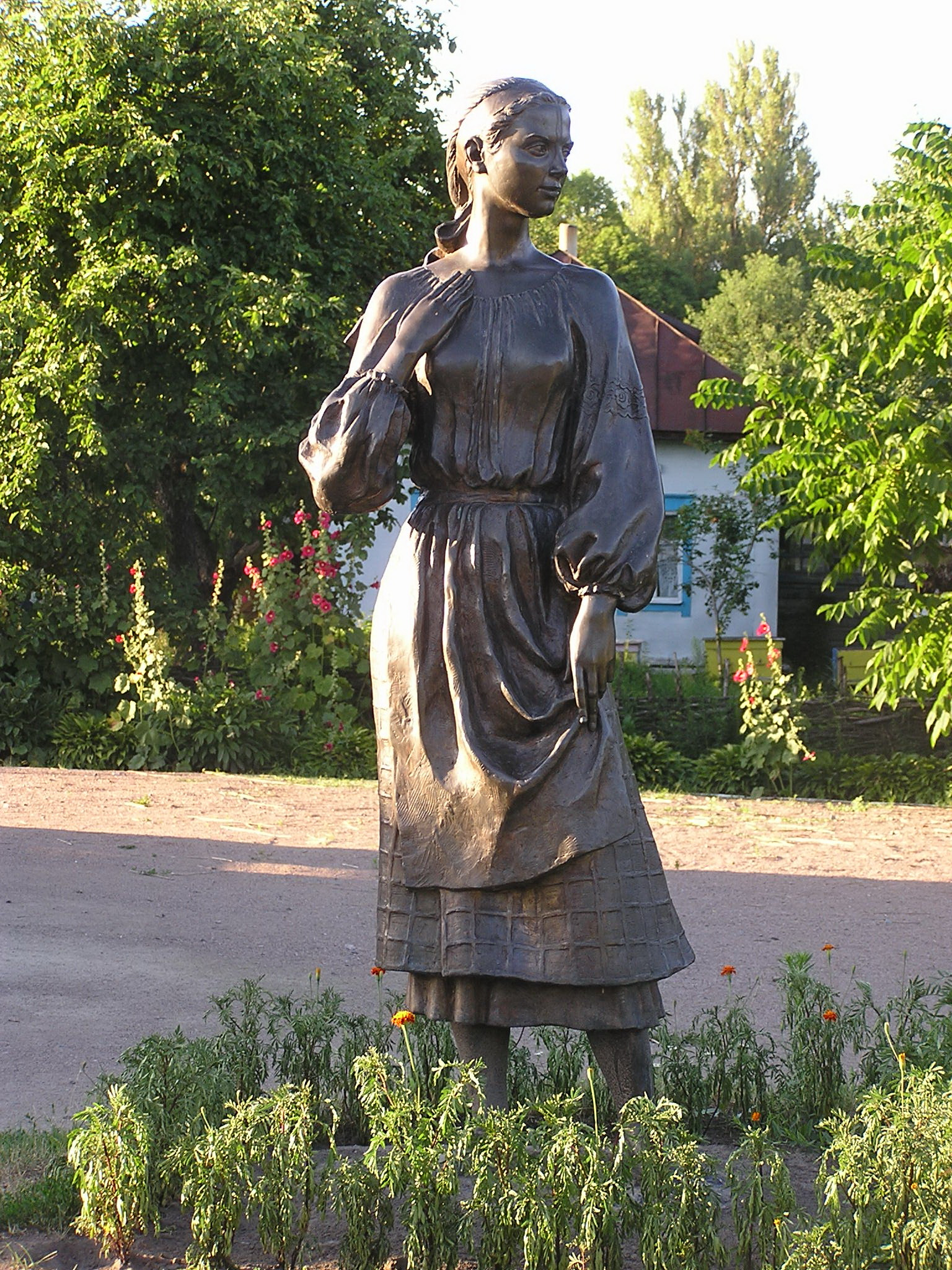
Pomnik Hanny Barwinok w jej rodzinnej wsi

Była pionierką i liderką realizmu etnograficznego w literaturze ukraińskiej. Opierała się na osobistych notatkach etnograficznych. Pierwsze materiały zaczęła zbierać podczas podróży do Warszawy. Do takiego działania namówił ją mąż. W latach czterdziestych XIX w. zaczęła pisać opowiadania. Od 1858 publikowała pseudonimem Hanna Barwinok wybranym przez męża. Zadebiutowała niemal równocześnie z Mariją Ołeksandriwną Wilinską (z którą mąż miał romans). Skupiała się też na problemach rodzinnych i domowych, w tym rodzinnej tyranii, życiu z alkoholikiem oraz dramacie małżeństwa z przymusu. Wykreowała postacie kobiet o silnej woli. Pisała barwnie, z przenośniami i użyciem ludowych przysłów. Posługując się dialektami czernihowskim i połtawskim oraz wykorzystując znajomość wiejskich zwyczajów i folkloru, napisała dramat Zemsta matki. Jej teksty ukazały się m.in. w almanachu Pierwszy wianek, publikacji pod redakcją Nataliji Kobrynskiej, prezentującej twórczość 17 Ukrainek. Pomagała Kobrynskiej w jej pracy wydawniczej. Na łamach radykalnej prasy prezentowała dorobek literacki.
Napisała ponad 30 opowiadań, których bohaterkami były głównie kobiety. Pisała głównie o życiu ludu ukraińskiego, zwłaszcza chłopów. Intrygował ją los chłopki. Ukraiński pisarz Borys Hrinczenko nazwał ją poetką kobiecego losu.

## Upamiętnienie
Jej imieniem nazwano ulicę m.in. we Lwowie. W jej zabytkowym domostwie stoi jej pomnik. Działa tam muzeum jej poświęcone.
W 2018 Narodowy Związek Pisarzy Ukrainy zorganizował w Kijowie uroczystości z okazji 190 rocznicy jej urodzin.
Sceny z jej życia odgrywano podczas uroczystości z okazji 200 rocznicy urodzin jej męża, zorganizowanej w Łucku.